# Nlaza
Nlaza va ser el tercer manikongo del regne del Congo a l'Àfrica central a començaments del segle xv. Poc se sap d'ell o del seu regnat llevat que era un dels dos cosins del fundador del Congo, Lukeni lua Nimi, i del seu successor, Nanga.